# ボレスワフ・オルリンスキ

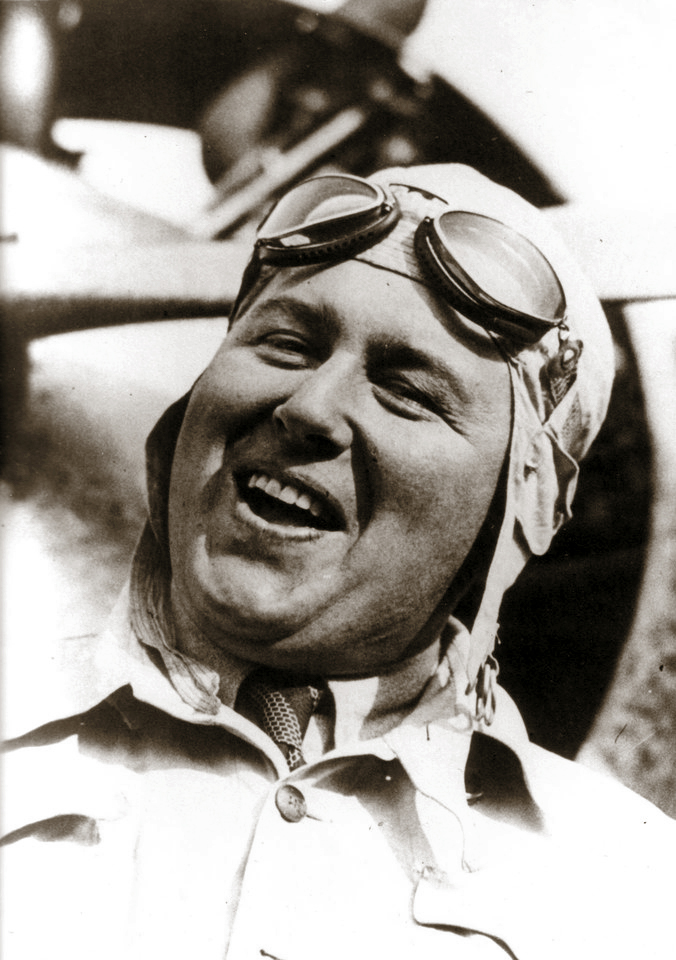
ボレスワフ・オルリンスキ

ボレスワフ・オルリンスキ（ポーランド語: Bolesław Orliński、1899年4月13日-1992年2月28日）はポーランドのパイロット、テストパイロットで、ポーランド軍の大佐である。

## 概要
ロシア帝国領ポジーリャのニーヴェルカに生まれる。
第一次世界大戦中に、まず、ロシア帝国軍に入隊し、ユゼフ・ドヴブル＝ムシニツキの第1ポーランド師団、ウクライナ人民共和国軍を経て、独立を回復したポーランドに戻り、ボリシェヴィキとの戦いにおいてウクライナ人民共和国軍と同盟していたポーランド軍に移籍した。ポーランド・ソビエト戦争では騎兵として戦った。ブィドゴシュチュとグルジョンツの航空学校で学び、1923年にグルジョンツの航空学校の教官となった。
1926年、8月27日から9月25日にかけて、メカニックのレオナルド・クビャクとともにワルシャワ・東京間10,300kmをブレゲー 19 A2で往復した。この偉業に対し、日本からは勲六等旭日章が、フランスからはレジオンドヌール勲章が贈られている。復路の途上、左の下の主翼（ブレゲー 19は複葉機である）を損傷したが、反対側の翼を短く切ることでバランスを取り、残り6,680kmを飛びきって帰還したという。
1928年に軍を辞め、ワルシャワにあるポーランド最大の航空機メーカーPZL（en）のテストパイロットになる。ズィグムント・プワフスキが1928年に設計したPZL P.1から、1939年のPZL P.50 JASTRZABまで、全てのPZL製戦闘機のプロトタイプの試験飛行を行った。スポーツ機のPZL.19、PZL.26、旅客機のPZL.4、PZL.44 WICHER、連絡機のPZL Ł.2を最初に飛ばしたのもオルリンスキであった。テストパイロットの仕事の一環として、国外の多くの競技やショーにも参加している。
ポーランド侵攻で第二次世界大戦が始まると志願して軍に復帰。1939年9月、イギリスの戦闘機を受け取るためにルーマニアに派遣される。しかし、機体は届かず、そこからユーゴスラビア、イタリア、フランスを経由してイギリスへ渡った。イギリスでは亡命ポーランド空軍が再編成されていたのだ。オルリンスキは第305爆撃機中隊を率い、モスキートによる夜間爆撃で活躍した。
戦後、カナダに移住。93歳でトロント近郊のミシサガで没し、ポーランドに埋葬された。生涯で乗った航空機の種類は92、飛行時間は約7,000時間であった。